# Marek Bieniewski
Marek S. Bieniewski (ur. 13 lipca 1935 w Łucku, zm. 20 października 2009 w Paryżu) – polski architekt.

## Życiorys
Absolwent Wydziału Architektury Politechniki Warszawskiej (1962), członek Stowarzyszenia Architektów Polskich Oddział Warszawa (1962–1968). Projektował w Polsce i we Francji w stylu  konstruktywizmu.
Autor m.in. pawilonu wystawowego SARP w Warszawie (1963) wraz z Jerzym Przeradowskim, Jerzym Józefowiczem i Krzysztofem Moldzyńskim. Uhonorowany dwukrotnie I nagrodą: za projekt koncepcyjny zagospodarowania przestrzennego terenów części zachodniej Osi Saskiej w Warszawie (1961, współpraca) i projekt koncepcyjny centrum handlowego dla osiedla Saska Kępa w Warszawie (1961, współpraca).
Zmarł 20 października 2009 w Paryżu i został pochowany na Cmentarzu Montparnasse.